# La Dernière Carte
La Dernière Carte est le vingt et unième album de la série de bande dessinée Blueberry de Jean-Michel Charlier (scénario) et Jean Giraud (dessin). Publié pour la première fois en 1983, c'est le premier album du cycle de La Réhabilitation de Blueberry (deux tomes).

## Résumé
Blueberry, Red Neck et MacClure sont à Chihuahua qui, selon Blueberry, « est le seul endroit où j'aie une chance de retrouver [...] Vigo ». Maintenant gouverneur de l'État de Chihuahua, Vigo est averti par l'un de ses espions. Il fait emprisonner les trois hommes et les condamne à être fusillés dans les plus brefs délais. Quelques secondes avant d'être fusillés, ils sont libérés par le général Portillo sous les ordres du général Porfirio Diaz qui a pris le pouvoir au Mexique à la suite du décès de Benito Juarez. Condamné à mort à son tour, Vigo demande à voir Blueberry seul à seul. Vigo exige sa liberté contre un document qui innocentera Blueberry du vol de l'or des Confédérés. Après avoir libéré Vigo avec l'aide d'un groupe de tueurs mené par El Tigre, Blueberry, Red Neck et MacClure s'enfuient vers la frontière des États-Unis avec Vigo. Ils sont rattrapés par El Tigre mais, celui-ci atteint d'une « fièvre maligne », ne peut tuer Blueberry. Vigo, blessé au dos quelques jours auparavant et souffrant d'une importante fièvre, se suicide. Plus tard, les trois hommes traversent la frontière en utilisant un stratagème.

## Personnages principaux
- Blueberry : lieutenant de cavalerie qui tente de prouver qu'il est innocent du vol de l'or des Confédérés[note 1],[4].
- MacClure : vieil homme alcoolique[5] et « compagnon de plusieurs aventures de Blueberry »[6].
- Red Neck : « autre compagnon d'aventures de Blueberry »[7].
- Vigo : gouverneur de l'État de Chihuahua au Mexique et ennemi juré de Blueberry[8].
- Général Portillo : remplaçant de Vigo comme gouverneur de l'État de Chihuahua[9].
- El Tigre : Baron de Listrac, ancien aide de camp du maréchal Bazaine lors de l'intervention française au Mexique devenu « tueur à gages »[10] et dont la bande a été embauchée par Blueberry[11].

## Éditions
- La Dernière Carte, 1983, Hachette (France) et Novedi (Belgique), 48 p.
- réédition Dupuis, collection « Repérages », 1992  (ISBN 2-8001-2015-0)
- réédition Dargaud, 2003